# La Technique du coup d'État
 (mai 2018).
Si vous disposez d'ouvrages ou d'articles de référence ou si vous connaissez des sites web de qualité traitant du thème abordé ici, merci de compléter l'article en donnant les références utiles à sa vérifiabilité et en les liant à la section « Notes et références ».
La Technique du coup d'État est un essai de l'écrivain italien Curzio Malaparte paru en 1931.

## Historique
Sorti en France en 1931, interdit, comme le révèle l'introduction, en tous ces États où « les libertés publiques et privées étaient étouffées, ou supprimées », violemment attaqué par Léon Trotski, brûlé par la volonté de Hitler « sur la place publique de Leipzig, par la main du bourreau, selon le rite nazi », et responsable des « persécutions mesquines » auxquelles son auteur fut soumis « sur ordre personnel de Mussolini », longtemps, Technique du coup d'État, dissection impitoyable des différentes typologies de coup d'État et de leurs constantes, reste le premier succès international de Malaparte.

## Analyse
L'ouvrage retrace et analyse au travers de huit coups d'État modernes une manière de faire. À travers divers exemples historiques, Malaparte souligne l'importance, non pas d'assiéger les lieux de pouvoir, mais de se focaliser sur les lieux de production ou les voies de transport.

## Composition
L'essai se subdivise en huit parties :
- I. Le coup d'État bolchevique et la tactique de Trotzky
- II. Histoire d'un coup d'État manqué : Trotzky contre Staline
- III. 1920 : L'expérience polonaise. L'ordre règne à Varsovie
- IV. Kapp, ou Mars contre Marx
- V. Bonaparte, ou le premier coup d'État moderne
- VI. Primo de Rivera et Pilsudzki : un courtisan et un général soviétique
- VII. Mussolini et le coup d'État fasciste
- VIII. Un dictateur manqué : Hitler. Ce chapitre consacré à l'Allemagne devait s'intituler dans une première version : « Une femme : Hitler », l'éditeur, Bernard Grasset, obtient de l'auteur un titre plus neutre[2].

## Éditions
- 1948 : Tecnica del colpo di Stato, de Curzio Malaparte, Éditions Bompiani à Milan.
- 2011 : Tecnica del colpo di Stato, de Curzio Malaparte, Piccola Biblioteca Adelphi, Éditions Adelphi à Milan.

## Traduction française
- 1931 : Technique du coup d'état, Éditions Grasset à Paris
- 1966 : Technique du coup d'état, Éditions Grasset à Paris
- 2008 : Technique du coup d'état, collection Les Cahiers Rouges, Éditions Grasset à Paris